# Valentina Vargas
Valentina Vargas (sinh ngày 31 tháng 12 năm 1964) là diễn viên người Chile. Bà dành cả sự nghiệp điện ảnh của mình tại Pháp.

## Tiểu sử
Valentina Vargas bắt đầu sự nghiệp của mình trong một hội thảo Tania Balaschova ở Paris và sau đó tại trường Yves Pignot ở Los Angeles. Sự nghiệp điện ảnh của bà bắt đầu khi bà tham gia diễn 3 tác phẩm điện ảnh thuộc dòng điện ảnh đương đại của Pháp: Strictly Personal (đạo diễn Pierre Jolivet), Big Blue (đạo diễn Luc Besson) và The Name of the Rose (đạo diễn Jean-Jacques Annaud). Trong những năm qua, Vargas làm việc với đạọ diễn Samuel Fuller trong phim Street of No Return (1989), đạo diễn Miguel Littín trong phim Los náufragos (1994) và Alfredo Arieta trong phim Fuegos.
Vargas thông thạo 3 thứ tiếng: tiếng Tây Ban Nha, tiếng Pháp và tiếng Anh. Với vốn ngôn ngữ đó, bà đã được mời tham gia đóng phim kinh dị Hellraiser: Bloodline, phim hài Chili con carne (đạo diễn Thomas Gilou). Bà còn tham gia vào các bộ phim của đạo diễn: Jan Michael Vincent (Dirty Games), Malcolm McDowell, Michael Ironside (Southern Cross) và James Remar (The Tigerress).
Sau vai diễn "kẻ độc ác" trong phim Bloody Mallory, bà chuyển sang làm bên truyền hình. Ban đầu, bà tham gia một phiên bản miniseries mang tên Les Liaisons dangereuses của đạo diễn Josee Dayan. Bà là nhân vật chính cùng với Catherine Deneuve, Rupert Everett, Leelee Sobieski và Nastassja Kinski.

## Danh sách bộ phim đã đóng
- Strictement personnel (1985) - La masseuse
- The Name of the Rose (1986) - The Girl
- Fuegos (1987) - Margarita
- The Big Blue (1988) - Bonita
- Dirty Games (1989) - Nicola Kendra
- Street of No Return (1989) - Celia
- The Tigress (1992) - Tigress/Pauline
- The Devil's Breath (1993)
- Twin Sitters (1994) - Lolita
- The Shipwrecked (1994) - Isol
- Hellraiser: Bloodline (1996) - Peasant Girl / Angelique / Angelique Cenobite
- Southern Cross (1999) - Mariana Flores
- Chili con carne (1999) - Ines
- Bloody Mallory (2002) - Lady Valentine
- All Inclusive (2008) - Carmen
- Ilusiones ópticas (2009) - Rita
- Faces in the Crowd (2010) - Nina
- Night Across the Street (2012) - Nigilda
- Johnny 100 Pesos: Capítulo Dos (2017) - María Francisca

### Truyền hình
- Le flair du petit docteur (1 episode, 1986) - Laure
- Piazza Navona (1 episode, 1988) - Perla
- Air America (1 episode, 1999) - Celia
- L'Été de Chloé (2002) - Agnès
- Un homme en colère (1 episode, 2002) - Laura
- Les Liaisons dangereuses (2003) (mini series) - Emilie
- Le Caprice des cigognes (2006) - Anna
- Fête de famille (5 episodes, 2006) - Monica
- Héroes (2007) (episode: "Balmaceda") - Sofía Linares